# Place de la Dictature du prolétariat
La place de la Dictature du prolétariat (en russe : Площадь Пролетарской Диктатуры, Plochtchad Proletarskoï Diktatoury) est une place du district central de Saint-Pétersbourg en Russie. La station de métro la plus proche est Tchernychevskaïa.
La place est formée par les croisements de la rue de Tver (Tverskaïa), de la rue de la Dictature du prolétariat, de l'allée de Smolny et de la perspective Souvorov. Elle est bordée de bâtiments administratifs et de l'ancien couvent Smolny.

## Historique
La place est nommée place Orlov au milieu du XIXe siècle, d'après la rue Orlov (Orlovskaïa oulitsa) dans laquelle donne la rue actuelle de la Dictature du prolétariat. Le 30 juillet 1854, elle est renommée place Lafont (Lafonskaïa plochtchad) d'après Sophie de Lafont, fondatrice de l'institut Smolny pour l'instruction de jeunes filles de la noblesse. Elle reçoit le nom de place de la Dictature (sous-entendu « du peuple ») en 1918, en référence au nouveau pouvoir bolchévique, et devient place de la Dictature du prolétariat en 1952.